# Segunda batalla de Chuenpee
En la segunda batalla de Chuenpee, barcos y tropas terrestres británicas atacaron las defensas costeras chinas en Bocca Tigris frente a la ciudad de Cantón el 7 de enero de 1841. Las fuerzas británicas infligieron de esa manera graves pérdidas a los defensores chinos. Como resultado, el comandante en jefe chino Qishan aceptó entablar negociaciones con los británicos, que, sin embargo, fracasaron debido al rechazo de ellas por parte del emperador Daoguang.

## Preludio
En la primera guerra del Opio, la Fuerza Expedicionaria Británica bajo el mando del General Plenipotenciario Charles Elliot intentó forzar concesiones diplomáticas y económicas del Imperio chino mediante acciones militares. El principal centro del conflicto fue al principio la ciudad comercial de Cantón, de donde el enviado especial imperial Lin Zexu había expulsado a los europeos para frenar de esa manera el contrabando de opio. Después de las primeras batallas de la guerra, Lin fue depuesto por el emperador Daoguang y le confió a Qishan la tarea de resolver el conflicto en el sur de China en su lugar. Yishan reforzó las defensas costeras en Cantón con alrededor de 8.000 hombres.

## La batalla

Hundimiento de juncos de guerra chinos por el Némesis

En la mañana del 7 de mayo de 1841, tres barcos británicos, el Calliope, el Hyacinth y el Larne, zarparon hacia el fuerte en Sand Cape, frente a Cantón. Abrieron fuego contra el fuerte con sus 52 cañones. Al mismo tiempo, cuatro barcos de vapor de ruedas  llevaron 1461 soldados de tierra británicos a tierra a unos cuatro kilómetros al sureste del fuerte. Los soldados establecieron una batería de artillería en una colina y dispararon así también contra el fuerte desde tierra, mientras que la infantería atacaba el flanco del fuerte. Aproximadamente la mitad de los defensores del fuerte murieron o resultaron heridos, incluido el comandante del fuerte, Chen Liansheng. La resistencia de los defensores se derrumbó después de ello. Mientras la batalla aún continuaba, los barcos de vapor entraron en la bahía de Yangcheng y destruyeron allí once barcos Qing y capturaron además 82 cañones.
Al mismo tiempo que se atacaba el cabo de Arena, los barcos británicos Samarang, Druid, Columbine y Modeste atacaron el fuerte que estaba en cabo Grande. El fuego de los 106 cañones del grupo de barcos de guerra puso rápidamente en fuga a los defensores del fuerte.

## Consecuencias
La parte china estimó sus pérdidas a causa de la batalla en 277 muertos y 467 heridos. El lado británico informó al respecto de 38 heridos. Al día siguiente de la batalla, el comandante naval británico James Bremer apareció frente a la isla Hengdang. Allí estaba el centro vital de la defensa china y el comandante de la defensa costera de Cantón, Guan Tianpei. Bremer volvió a ofrecer negociaciones a los chinos y amenazó con continuar la lucha si no negociaban. Como muestra de buena voluntad, liberó a los prisioneros de la batalla del día anterior. Debido a la situación militar, Guan recomendó a su superior Qishan que iniciara negociaciones para ganar tiempo. Cuando estas fracasaron, cuando no se ratificó la Convención de Chuenpee, la guerra continuó a finales de febrero con el ataque general británico a las defensas costeras en la batalla de Humen.
La derrota y las negociaciones desacreditaron a Qishan ante el emperador. Fue retratado, particularmente por otros altos funcionarios Qing, incluido Yuqian, como un traidor y saboteador de la defensa contra los británicos. Del lado chino, corrió el rumor de que las tropas terrestres desplegadas por los británicos eran Yong chinos que habían desertado a los británicos debido a la mala conducta de Yishan.